# نصف دولار مئوية دانيال بون الثانية
نصف دولار مئوية دانيال بون الثانية هي عملة نصف دولار أمريكي تذكارية صممها هنري أوغسطس لوكمان وسكت في عام 1934 احتفالاً بالمئوية الثانية لميلاد دانيال بون. على الوجه صورة دانيال بون وعلى الظهر أحد رجال الحدود (بون) وزعيم هندي أحمر (شاوني رئيس بلاك فيش) وشمس مشرقة بالخلفية.

## التاريخ
صمم العملة هنري أوغسطس لوكمان بتكليف من لجنة كنتاكي لمئوية دانيال بون الثانية لإعداد تصميم عملة تذكارية تصور سكان الحدود. على تجاهل لوكمان العديد من متطلبات اللجنة الفنية لتصميم العملة، إلا أن اللجنة وافقت في النهاية على تصميم لوكمان بعد تغييرات طفيفة. وزعت أرباح البيع على لجنة مئوية دانيال بون الثانية وجمعية النصب التذكاري الوطني الرائد في ليكسينغتون، كنتاكي. سكت العملة في دار سك العملة بفيلادلفيا في ذلك العام وبيعت كلها جميعًا بحلول نهاية العام.
عاد الإنتاج في أوائل عام 1935 ولكن سكت العملة في دور سك العملة الثلاثة، عُدل تصميم ظهر العملة في نفس العام بعد استخدام سي فرانك دن سكرتير لجنة مئوية دانيال بون الثانية علاقاته في الكونجرس للحصول على موافقة التعديل. سكت 10008 عملات معدنية إضافية في فيلادلفيا و2003 في دنفر و2004 في سان فرانسيسكو بعد تعديل التصميم في 26 أغسطس 1935.
استمر إنتاج نصف دولار مئوية دانيال بون الثانية في السنوات الثلاث التالية، على إعلان سي فرانك دنأن إصدار العملة سينتهي في عام 1937 ولكن سكت المزيد من العملات المعدنية في العام التالي. لم يهتم جامعي العملات بإصدار عامي 1937 و1938 إلى حد كبير ولم تكن المبيعات جيدة لذا أعيد العديد منها إلى دار سك العملة وصهرت.